# Mossbergssjön
Mossbergssjön är en sjö i Hagfors kommun i Värmland och ingår i Göta älvs huvudavrinningsområde. Sjön är 16 meter djup, har en yta på 2,02 kvadratkilometer och befinner sig 128 meter över havet. Sjön avvattnas av vattendraget Noret (Föskeforsälven). Vid provfiske har en stor mängd fiskarter fångats, bland annat abborre, björkna, braxen och gers.

## Delavrinningsområde
Mossbergssjön ingår i det delavrinningsområde (667087-137047) som SMHI kallar för Utloppet av Mossbergssjön. Medelhöjden är 173 meter över havet och ytan är 17,23 kvadratkilometer. Räknas de 10 avrinningsområdena uppströms in blir den ackumulerade arean 157,27 kvadratkilometer. Noret (Föskeforsälven) som avvattnar avrinningsområdet har biflödesordning 2, vilket innebär att vattnet flödar genom totalt 2 vattendrag innan det når havet efter 356 kilometer. Avrinningsområdet består mestadels av skog (53 procent), öppen mark (11 procent) och jordbruk (18 procent). Avrinningsområdet har 1,99 kvadratkilometer vattenytor vilket ger det en sjöprocent på 11,5 procent.

## Fisk
Vid provfiske har följande fisk fångats i sjön:
- Abborre
- Björkna
- Braxen
- Gärs
- Gädda
- Gös
- Lake
- Löja
- Mört
- Nors
- Siklöja